# Beret (Borsod-Abaúj-Zemplén)
Pour les articles homonymes, voir Beret.
Beret est un village et une commune du comitat de Borsod-Abaúj-Zemplén en Hongrie.